# Elettrotreno TT ETi 400
L'elettrotreno ETi 400 della Trentino Trasporti è un elettrotreno a scartamento metrico impiegato sulla ferrovia Trento-Malé-Mezzana e appartenente alla famiglia Coradia Meridian.

## Storia
Gli elettrotreni furono costruiti da Alstom, presso lo stabilimento di Savigliano: nel 2005 furono consegnate sei unità, mentre l'anno seguente altre otto. Furono immatricolati nella serie ETi 8/8 401÷414 e furono soprannominati “orsetto”.
Originariamente pellicolate nella livrea aziendale bianca e rosa, tra il 2017 e il 2022 le unità sono state progressivamente ripellicolate nella nuova livrea verde-azzurra grigia della Provincia autonoma di Trento (PAT), a eccezione dell'ETi 409.

## Caratteristiche

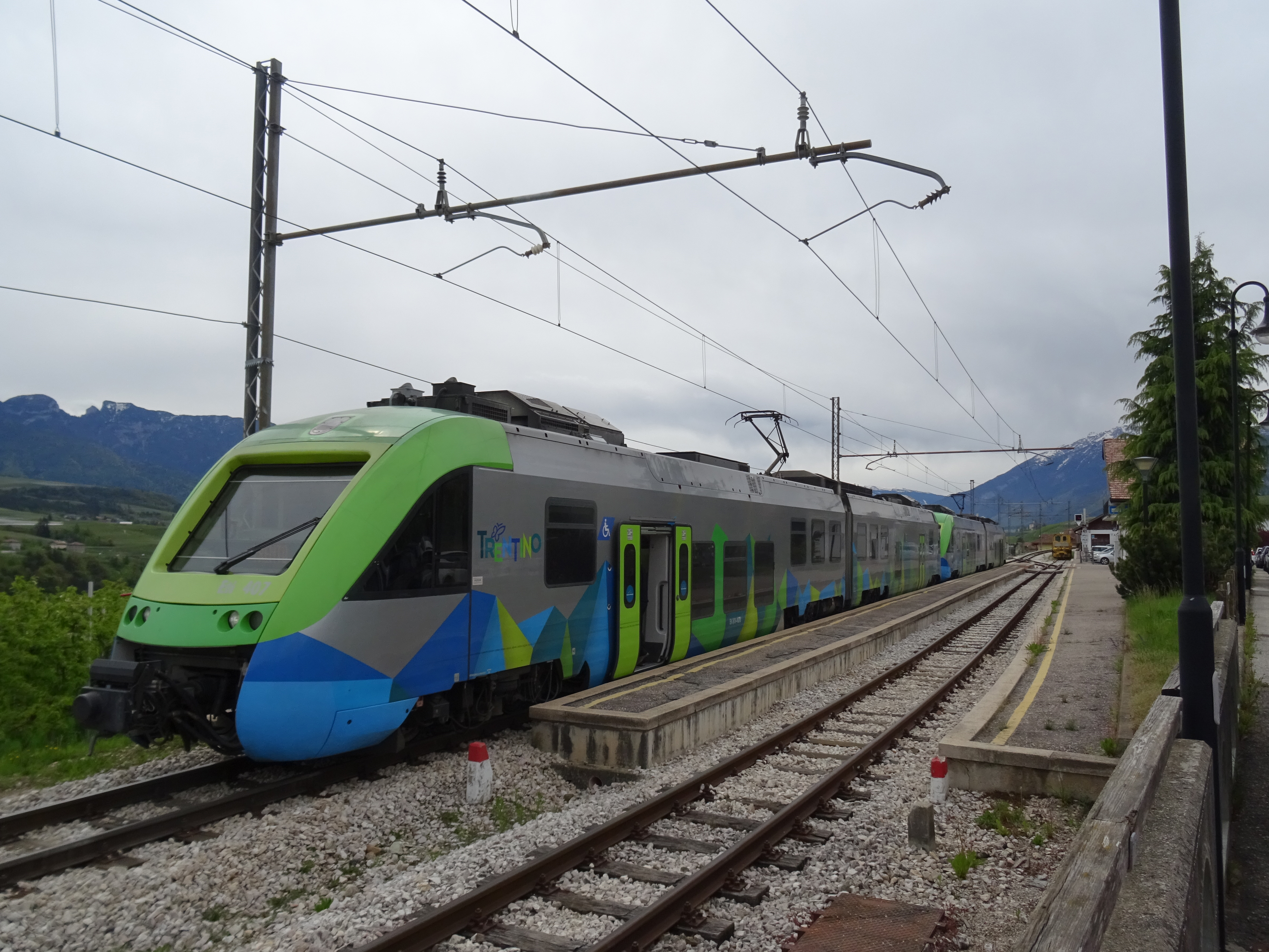
Coppia di ETi serie 400 con la nuova livrea alla stazione di Tassullo

L'elettrotreno è composto da due casse a pianale ribassato, collegate da un ponticello a mantice. Ogni cassa è realizzata con estrusi in alluminio a doppia pelle.
Gli interni sono dotati di sistemi d'informazione per l'utenza. È presente un’area multifunzionale che consente il deposito delle biciclette, d'estate, e degli sci, per l'inverno. Sono presenti altresì due posti per disabili e una toilette, anch'essa attrezzata per le persone con disabilità.
La trazione è garantita da otto motori asincroni trifase tramite inverter, ciascuno con freni a disco e sospensioni pneumatiche a carico variabile della Knorr-Bremse. La frenatura è prevalentemente elettrica, ma sotto i 10 km/h è adottata quella pneumatica.
L'elettrotreno adotta un sistema di comunicazione RailMaster che si serve di linee dati GPS e GSM. A giugno 2012 è terminata l’installazione del sistema di sicurezza Automatic Train Protection (ATP).